# USS LST-783
O USS LST-783 foi um navio de guerra norte-americano da classe LST que operou durante a Segunda Guerra Mundial.